# Козіна Валентина Вікентіївна
Валентина Вікентіївна Козіна (3 квітня 1927, село Шумхай, тепер село Зарічне, Сімферопольського району Автономної Республіки Крим — 30 жовтня 2012, місто Сімферополь) — українська радянська діячка, пташниця-оператор птахофабрики «Южна» Сімферопольського району Кримської області, Герой Соціалістичної Праці (1966). Член Ревізійної Комісії КПУ у 1966 — 1981 р. Кандидат в члени ЦК КПУ у 1981 — 1986 р.

## Біографія
Народилася у селі Шумхай Сімферопольського району Кримської АРСР у сім'ї Вікентія і Анастасії Годлевських. З дитячих років працювала на фермі.
У 1941 році, після німецької окупації Криму, стала членом підпільної групи села Шумхай. Була розвідницею 17-го загону Першої партизанської бригади Північного партизанського з'єднання Криму. У листопаді 1943 року, коли виникла загроза арешту підпільників, остаточно пішла в партизанський загін, який діяв у районі Сімферополя.
Після війни продовжувала трудитися в сільському господарстві.
Член КПРС з 1958 року.
З 1960 року — пташниця маточного цеху курей-несучок радгоспу «Южний», пташниця-оператор птахофабрики «Южна» («Південна») Сімферопольського району Кримської області.
У 1970 році закінчила зоотехнічний відділ Прибережненського сільськогосподарського технікуму Кримської області.
Була однією із зачинателів руху за високопродуктивну працю у птахівництві. Досягла високих виробничих показників: у 1977 році від закріпленого птахо-поголів'я одержала 10 млн 260 тис. яєць.
З 1989 — на пенсії у місті Сімферополі. Похована на сімферопольському цвинтарі «Абдал».

## Нагороди
- Герой Соціалістичної Праці (22.03.1966)
- орден Леніна (22.03.1966)
- орден Жовтневої революції (8.04.1971)
- орден Трудового Червоного Прапора (14.02.1975)
- орден Вітчизняної війни 2-го ст. (11.03.1985)
- орден Дружби народів
- орден «За мужність» 3-го ст.
- медалі
- лауреат Державної премії СРСР (1975)